# 溫鹽環流
溫鹽環流（英語：Thermohaline circulation，簡稱THC）是一種大型的洋流，由海洋表面溫度和淡水通量（例如冰蓋融水）產生的海水密度梯度所驅動。英文形容詞"thermohaline"源自古希臘語中"thermo"（指溫度）和"haline"（指鹽度），此兩因素共同決定海水的密度。由風驅動的海洋表面洋流（例如墨西哥灣暖流）從赤道大西洋向北極地區流動，途中受到冷卻，最終在高緯度地區下沉（形成北大西洋深層海水）。這些稠密的海水然後進入海盆。雖然其大部分在南冰洋上升，但最古老的海水（流動花費時間約為1,000年）在北太平洋上升。由此緣故，海洋盆地海水之間發生廣泛的混合，將其間的差異降低，並在全球海洋中形成一個系統。這些迴路中的海水會輸送能量（熱量）和質量（溶解的固體和氣體）。因而環流的情況對地球的氣候有很大的影響。
溫鹽環流有時被稱為海洋傳送帶（ocean conveyor belt）、大洋傳送帶（great ocean conveyor）或全球傳送帶（global conveyor belt），這些名詞均由美國氣候科學家 華萊士·S·布拉克所創。有時它也用來指經向翻轉環流（通常縮寫為MOC，參見緯向與經向環流）。MOC一詞可能會較溫鹽環流準確，且具明確定義，溫鹽環流僅為由溫度和鹽度驅動的環流，而風力和潮汐力等其他因素也會驅動環流發生。此外，溫度和鹽度梯度效應也會導致環流發生，並不一定包含在MOC之內。
大西洋經向翻轉環流（AMOC）是全球溫鹽環流中的一支。

## 概述

全球溫鹽環流循環動畫，AMOC是其中一支。 [ (animation)]

由風驅動表層海水，所產生的流動很容易察覺。例如風很輕易可在池塘表面產生波紋。此導致早期海洋學家認為由於深海中無風，所以是完全靜止狀態。然而經過現代儀器測量，顯示深水團的流速會很大（仍遠小於表層海水速度）。一般來說，海水流速的範圍從每秒幾分之一公分（也稱厘米，在海洋深處發生）到有時如墨西哥灣暖流和黑潮等表層洋流的速度會超過每秒一公尺（米）。
海水在深海中流動的主要驅動力是來自鹽度和溫度變化引起的密度差異（增加鹽度和降低流體溫度都會升高密度）。人們常對由風和密度驅動的環流組成部分混淆。潮汐引起的洋流在許多地方也很重要，潮汐產生的洋流在相對較淺的沿海地區最為顯著，但在深海中也重要。目前認為這種洋流可促進海水的混合過程，尤其是垂直混合（diapycnal mixing，由上升流或是下沉流造成，可因而穿越分層海水的等密度線（isopycnal layer），讓海水中營養產生交換與海水混合（參見等密度水層）。
全球各地海水的密度並非一致，有顯著且離散的變化。在表層形成的水團之間存在明確的邊界，並隨後在海洋中保持自己的特性。但這些明顯的邊界並非空間的觀念，而是在溫度-鹽度圖（T-S diagram}}中顯示。這些水團根據密度而處於彼此的上方或下方，而密度由溫度和鹽度決定。
溫暖的海水會膨脹，其密度低於較冷的海水。鹹水比淡水密度更大（因為溶解的鹽填充水分子之間的間隙，導致相同單位體積的質量更大）。較輕的水團漂浮在較稠密的水團之上（就像一塊木頭或冰會漂浮在水面上，參見浮力）。當密度較大的水團位於密度較小的水團之上（參見水團形成所需的對流或深層對流），會導致水團根據自身密度尋求將自己定位在正確的垂直位置，這種運動稱為對流（透過重力作用而分層）。密度梯度成為造成如深海西邊界流（deep western boundary current，DWBC）等深海洋流背後的主要驅動力。
溫鹽環流主要是由北大西洋和南冰洋的水溫和鹽度差異造成的深水團的形成所驅動。此模擬結果由兩位美國物理海洋學家亨利·梅爾遜·斯托梅爾和阿諾德·B·亞倫斯（Arnold B. Arons）於1960年提出，被稱為斯托梅爾-亞倫斯MOC方格模型（Stommel-Arons box model for the MOC ）。

### 深海水團形成
沉入深海盆地的稠密水團是在北大西洋和南大洋的特定區域中形成。在北大西洋，海洋表層的海水被風和低環境空氣溫度迅速冷卻。風在水面上移動時也會產生大量蒸發，導致溫度下降，稱為與潛熱相關的蒸發冷卻。蒸發將水分子移除，所留下海水的鹽度增加，因此水團的密度會隨著溫度的降低而增加。在挪威海，蒸發冷卻占主導地位，下沉的水團，即北大西洋深層海水（NADW），將海盆充滿，並通過連接格陵蘭、冰島和英國岩床（稱為格陵蘭-蘇格蘭海脊（Greenland-Scotland-Ridge））的裂縫向南溢出。然後以非常緩慢的速度流入大西洋深海平原，始終維持往南方向。然而從北冰洋盆地流入太平洋的洋流卻被狹窄且淺的白令海峽所阻擋。

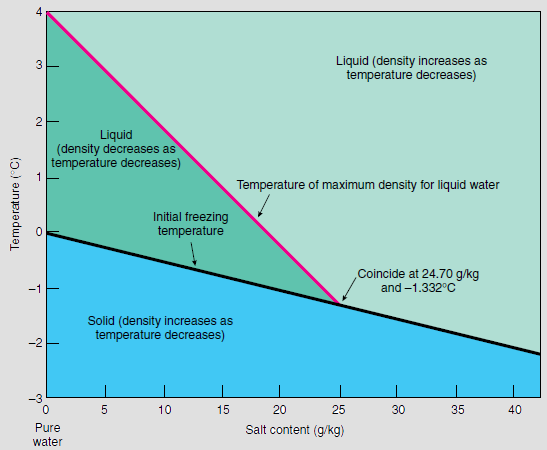
海水中溫度與鹽度對於其最大稠密度與結冰溫度的影響。

在南冰洋，從南極大陸吹往冰架的強烈下降風會將新形成的海冰吹走，沿著海岸形成冰間湖。於此的海洋不再受到海冰的保護，受到嚴酷又強烈的降溫。海冰因而開始重新形成，表層海水也會因此變得更鹹及更為稠密。事實上是因海冰形成而導致表層海水鹽度增加（當周圍的海冰形成時，純淨水優先受到凍結，會留下更鹹的海水）。鹽度增加後會降低海水的冰點，蜂窩式冰體內會包含液態鹽水，鹽水逐漸融化其下方的冰，最終由冰基質中滴出後下沉。這個過程稱為鹽水排斥。
由此形成的南極底層水 (AABW) 下沉，並往北和往東流動，但其密度非常高，實際上是在北大西洋深層海水（NADW）下方流動。在威德爾海形成的南極底層水主要是前往填充大西洋和印度洋海盆，而在羅斯海形成的南極底層水將流向太平洋。
這些過程形成的稠密水團在海底往下流動，如同在密度較小的液體中有一股流體在移動一樣，將極地海洋盆地填滿。海洋底部的地形會對深層水體和底層水體的移動產生限制。
海水在4°C時密度並非最大（與淡水不同），隨著一路冷卻到約-1.8°C的冰點，而密度會變更大。然而此冰點是鹽度和壓力的函數，-1.8°C並不是海水的一般冰點溫度（見右邊附圖）。

### 深海水團移動
於北大西洋深海水團的形成和移動，這種下沉的水團會充滿海洋盆地並以非常緩慢的速度流入大西洋深海平原。這種高緯度的冷卻作用和低緯度的加熱作用驅動深層海水朝南極方向移動。深水流經南非附近的南冰洋海盆，在那裡分成兩條路線：一條進入印度洋，另一條經過澳大利亞進入太平洋。
在印度洋中，來自大西洋的一些既冷又鹹的海水（受來自熱帶太平洋的更溫暖、鹽分更低的上層海水吸引而來），導致稠密的下沈水與上方較輕的海水發生垂直交換。這就是AMOC中提起的"翻轉"作用。在太平洋中，由大西洋而來的剩餘寒冷和鹽分高的海水經歷鹽度強迫，會更快變得更溫暖和鹽分更低。
於海底流出的既冷又鹹的海水讓大西洋的海平面略低於太平洋，而大西洋海水的鹽度會高於太平洋的。這會產生大量但緩慢的溫暖和鹽分較低的上層海水洋流，從熱帶太平洋通過印尼群島流向印度洋，以補充流出的既冷又鹹的南極底層水。這作用也稱為"鹽度強迫"（高緯度淡水量淨增加，和低緯度海水蒸發）。這些來自太平洋的溫暖、鹽度較低海水流經南大西洋到達格陵蘭，在那裡冷卻並經歷蒸發冷卻，然後沉入海底，維繫住溫鹽環流的循環作用。
因此，對於溫鹽環流最近流行的一個名稱是經向翻轉環流，強調這種海洋環流的垂直混合性質和兩極之間移動的特徵。

### 定量估計
從2004年開始，透過英國-美國合作研究快速氣候變化對南北翻轉環流和熱流影響的項目 - 快速氣候變化-南北翻轉環流和熱流陣列（RAPID）（繫泊位於大西洋北緯26°的原位監測陣列）對北大西洋的溫鹽環流強度進行直接估計。透過使用海流計對海水流量直接估計與使用海底電纜，依據溫度和鹽度以推估地轉流數量，兩者結合，RAPID項目能提供對溫鹽環流的連續、全深度、整個海盆的估計，或更準確地說，是對經向翻轉環流的估計。
在經向翻轉環流（MOC）的深水團具有化學、溫度和同位素比率特徵，可追蹤、計算其流速並確定其年齡。其中包括鏷同位素中最穩定的231Pa與釷-230（Th） 比率。

## 灣流

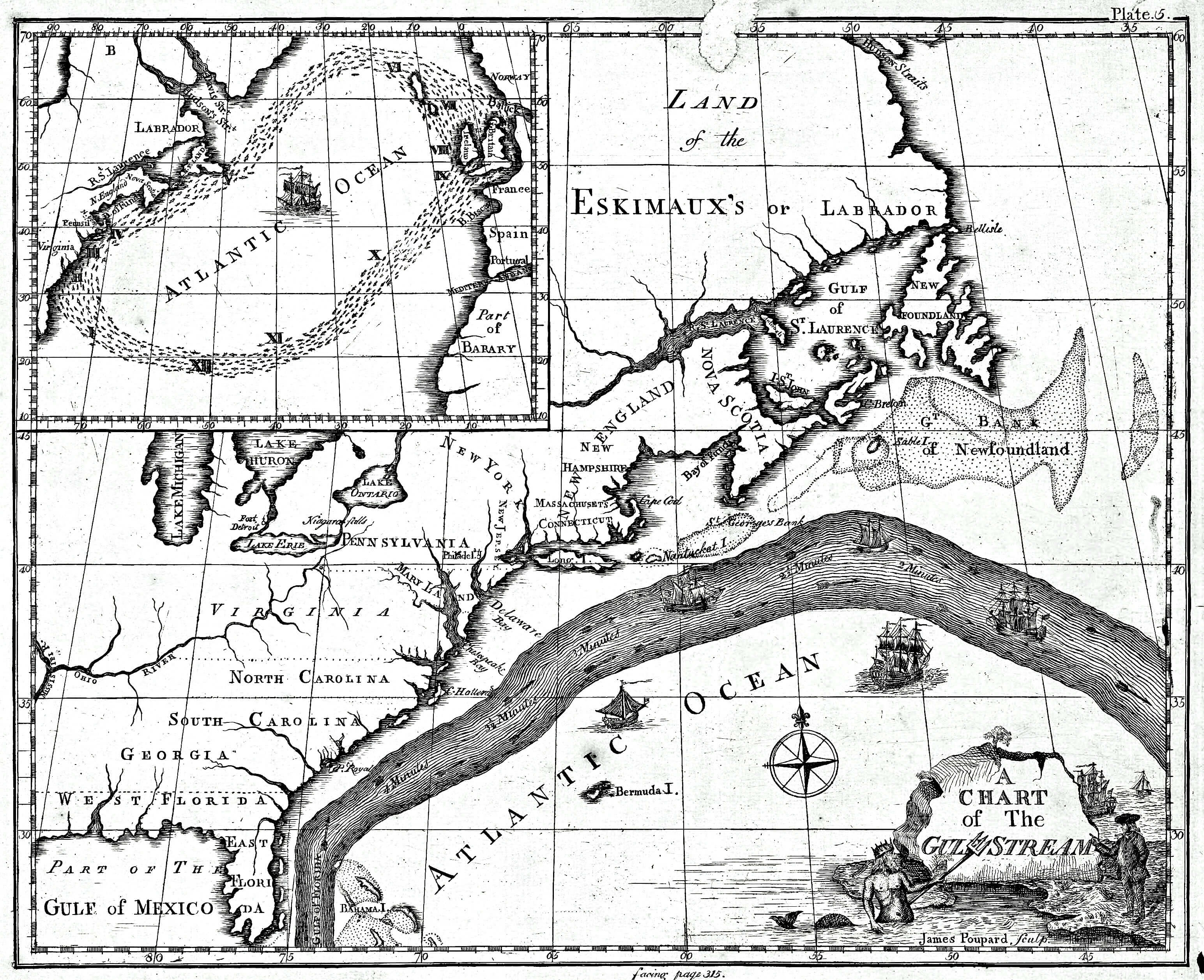
美國國父與開國元勳之一 - 班傑明·富蘭克林所繪製的墨西哥灣暖流圖。

墨西哥灣暖流（又稱灣流）及其向北延伸至歐洲的北大西洋暖流是一股強大、溫暖且湍急的大西洋洋流，起源於美國佛羅里達州的頂端，沿著美國和加拿大紐芬蘭與拉布拉多省東海岸流動，由於此暖流在北美東海岸附近受到邊界流強化，而成為一股向北加速的洋流。暖流在跨越大西洋途中，於北緯40°0′西經30°0′左右一分為二，北流奔向北歐，南流沿西非海岸往南流。
墨西哥灣暖流影響到從佛羅里達州到加拿大的北美洲東海岸，以及歐洲西海岸的氣候。雖然最近發生爭論，但人們一致認為如果不是因為北大西洋暖流（墨西哥灣流尾部的分支之一）的緣故，西歐和北歐的氣候不會有現今般的溫暖。墨西哥灣暖流是北大西洋環流中的一支。由於有此暖流，而導致當地大氣和海洋內發展出各種強烈氣旋。墨西哥灣暖流也是潛在重要的再生能源發電來源。

## 上升流
由於沉入海洋盆地的稠密水團取代年代較久遠的深層水團，舊水團歷經海洋混合而密度降低，因而上升。但由於這種溫鹽上升流分佈廣泛且分散，即使與底層水團的移動相比，其速度更慢。因此當考慮到表層海洋中正發生的其他風驅動過程，很難使用其當前速度來測量上升流發生的位置。深層海水有自己的化學特徵，是由沉入其中的顆粒物，經歷長途下沉過程中分解而成。有幾位科學家試圖利用這種示蹤劑來推斷上升流發生的位置。
華萊士·S·布拉克使用其模型運算，斷言大部分深層上升流發生在北太平洋，並以這些水域中發現的高矽含量作為證據。其他調查人員尚未找到如此明確的證據。海洋環流的電腦模擬有越來越多將大部分深層上升流置於南冰洋，這與南美洲和南極洲之間開放海域的強風有關。雖然這結果與於伍茲霍爾海洋研究所服務的威廉·J·施密茨（William J. Schmitz）全球觀測綜合結果一致，且擴散觀測值較低，但並非所有觀測綜合結果都一致。於斯克里普斯海洋研究所服務的林恩·塔利以及澳大利亞研究人員伯納黛特·斯洛揚（Bernadette Sloyan）和史蒂芬·林圖爾（Stephen Rintoul）後來於2021年發表的論文，表示在南冰洋以北的某處，一定有大量稠密的深層水轉化為較輕的海水。

## 對全球氣候的影響
溫鹽環流在向極地區域供熱方面發揮重要作用，而能調節這些地區的海冰數量，但熱帶地區大氣向極地傳輸的熱量比經由海洋傳輸的數量為大。溫鹽環流發生變化被認為會對地球能量收支產生重大影響。
科學界認為來自阿加西湖低密度融水大量湧入和北美洲的冰河退縮，導致北大西洋北端深層海水形成和升降發生變化，是導致稱為新仙女木期（距今12,800年至115,00年的一段持續1,300年左右的冰期）的全球氣溫驟降，北極冰河南侵的結果。

### 溫鹽循環停止
溫鹽環流的減緩或停止是種氣候變化對主要海洋環流產生的假設性影響。墨西哥灣暖流是這類環流之一，也是北歐通常較為溫暖的部分原因 - 例如英國愛丁堡與俄羅斯莫斯科緯度相同，但愛丁堡的年平均溫度高於莫斯科的。溫鹽環流影響世界各地的氣候。 當AMOC減緩和可能停止的影響可能包括農業產出損失、生態系統變化以及觸發其他氣候臨界點出現。AMOC減弱產生的其他可能影響包括中緯度地區降水量減少、熱帶地區和歐洲強降水模式改變以及北大西洋路徑上的風暴加強。最後，減弱還會發生北美洲東部海岸海平面的大幅上升。

## 其他資料來源
- Apel, JR. . Academic Press. 1987. ISBN 0-12-058866-8.
- Gnanadesikan, A.; R. D. Slater; P. S. Swathi; G. K. Vallis. . Journal of Climate. 2005, 18 (14): 2604–16. Bibcode:2005JCli...18.2604G. doi:10.1175/JCLI3436.1 .
- Knauss, JA. . Prentice Hall. 1996. ISBN 0-13-238155-9.
- . United Nations Environment Programme / GRID-Arendal. 2006  [16 January 2007]. （原始内容存档于28 January 2017）.
- Rahmstorf, S.  (PDF). Elias, S. A.  (编). . Elsevier Science. 2006  [2023-12-30]. ISBN 0-444-52747-8. （原始内容存档 (PDF)于2023-05-31）.

## 外部連結
- Ocean Conveyor Belt （页面存档备份，存于）

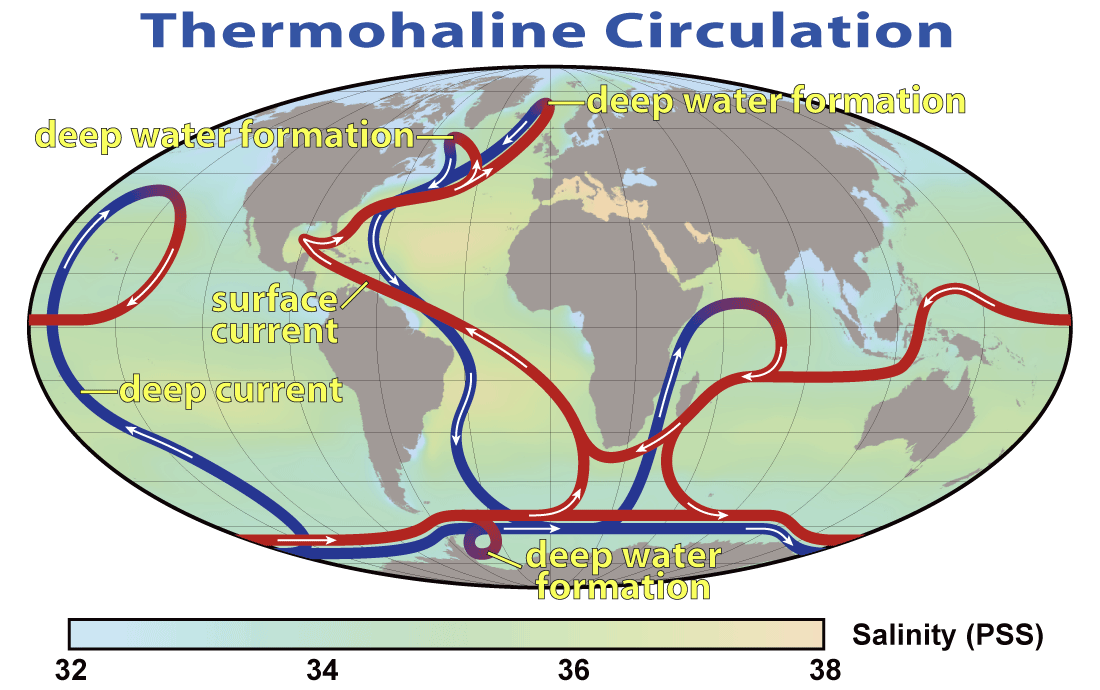
全球溫鹽環流路徑概要 - 藍色代表深層洋流路徑，紅色代表表層洋流路徑。

- THOR FP7 projects http://arquivo.pt/wayback/20141126093524/http%3A//www.eu%2Dthor.eu/ investigates on the topic "Thermohaline overturning- at risk?" and the predictability of changes of the THC. THOR is financed by the 7th Framework Programme of the European Commission.

Template:Atmospheric, Oceanographic and Climate Models